# Bratislav
Bratislav je mužské křestní jméno slovanského původu. Má buď stejný význam jako Bronislav, tedy „braň slávu“, nebo znamená „slávu bratrství“.
Podle českého kalendáře má svátek 10. ledna.

## Bratislav v jiných jazycích
- Slovensky, bulharsky, rusky, srbsky: Bratislav
- Maďarsky: Boroszló
- Polsky: Bratosław, Bracsław

## Známí nositelé jména
- Bratislav Ristić – srbský fotbalový hráč